# Pleospora pomorum
Pleospora pomorum är en svampart som beskrevs av A.S. Horne 1920. Pleospora pomorum ingår i släktet Pleospora och familjen Pleosporaceae.   Inga underarter finns listade i Catalogue of Life.